# Маломбе (озеро)
Маломбе — озеро в южной части Малави, на реке Шире, в Южном регионе. Оно расположено в пределах 14°40’0"С 35°15’0"Е, примерно в двенадцати милях к югу от гораздо большего озера Малави. Оно имеет площадь около 450 квадратных километров (170 кв. миль).
В последние годы количество рыбаков на озере существенно выросло, и это привело к локальным снижением некоторых видов рыб, особенно Oreochromis который является важным источником пищи в Малави. Озеро очень мелкое, со средней глубиной около восьми футов, а в периоды сухой погоды уровень воды спадет и может даже исчезнуть.
Озеро было сухим в течение нескольких сотен лет, пока он не пополнело в середине XIX века.